# Fanny Garde
Fanny Susanne Garde (født 20. februar 1855 i Nørre Løgum, død 29. april 1928 i København) var en dansk porcelænsmaler.
Fanny Garde var af sønderjysk oprindelse som datter af sognepræst Peter Christian Garde og Augusta Charlotte Margrethe Lawaetz og bror til maskiningeniør Georg Garde. Hun kom i 1876 til København for at uddanne sig på Tegneskolen for Kvinder, som netop var blevet oprettet af Dansk Kvindesamfund med Charlotte Klein som leder. Hun endte med at blive tegnelærer på skolen, hvor hun i 1880 traf den yngre Effie Hegermann-Lindencrone, som hun fik et nært samarbejde med og bofællesskab med.
I 1886 blev Fanny Garde ansat på Bing & Grøndahls Porcelænsfabrik, hvor hun fik atelier sammen med veninden Effie Hegermann-Lindencrone. De blev ansat til at arbejde med underglasurmaling i forbindelse med Hejrestellet - fabrikkens første forsøg med underglasurmaling - stellet blev udstillet på Den Nordiske Industri-, Landbrugs- og Kunstudstilling i København i 1888 og året efter på Verdensudstillingen i Paris. Stellet blev i 1900 Bing & Grøndahls første store salgssucces i underglasurmaling. Hun skabte tillige en række arbejder af gennembrudt porcelæn med stiliserede danske blomstermotiver, fx Vase med Juleroser, 1897, og Vase med Brombær, før 1907.
Hun designede mågen til Mågestellet i 1890'erne. Det adskiller sig fra hendes vaser ved at være planlagt til serieproduktion. Selve stellets grundform blev i 1880'erne skabt af August Hallin.
| - Mågestel og skål - Kaffekop og flødekande, 1892 - Stor dekoreret dobbeltvægget skål Großes, doppelwandiges Zierbecken Verdensudstillingen i Paris, 1900 |